# At Jones Ferry
At Jones Ferry è un cortometraggio muto del 1911. Il film, prodotto dalla Edison, non riporta nei credit il nome del regista.

## Produzione
Il film fu prodotto dalla Edison Manufacturing Company.

## Distribuzione
Distribuito dalla General Film Company, il film - un cortometraggio in una bobina - uscì nelle sale cinematografiche statunitensi l'8 settembre 1911.